# Technische Anleitung zur Reinhaltung der Luft
Die Technische Anleitung zur Reinhaltung der Luft (TA Luft) ist die „Erste Allgemeine Verwaltungsvorschrift zum Bundes-Immissionsschutzgesetz“ der deutschen Bundesregierung, hier konkret des Bundesministeriums für Umwelt, Naturschutz und Reaktorsicherheit. 1895 wurde in Preußen die erste „Technische Anleitung Luft“ erlassen, die heutige TA Luft ist eine Weiterentwicklung, vgl. Politik der hohen Schornsteine.
Soweit Gesetze oder Verordnungen dazu nichts regeln, bestimmt sie für die Genehmigungs- und Überwachungsbehörden, die das Bundes-Immissionsschutzgesetz umzusetzen haben, bundeseinheitlich unter anderem Grundsätze für das Verwaltungsverfahren und für die Ermittlung und Berechnung entscheidungserheblicher Luftschadstoffe sowie Beurteilungsmaßstäbe für Anlagen, die gemäß der Verordnung über genehmigungsbedürftige Anlagen genehmigungsbedürftig sind. Der Anwendungsbereich der TA Luft erstreckt sich somit auf über 50000 genehmigungsbedürftige Anlagen in Deutschland. Sie richtet sich an die Genehmigungsbehörden vor allem für industrielle und gewerbliche Anlagen. Die Verwaltungsvorschrift versteht sich dabei insbesondere als Zusammenfassung wissenschaftlicher Erkenntnisse dazu, was Stand der Technik ist und damit vom Verantwortlichen vor Errichtung und beim Betrieb einer solchen Anlage als Auflage oder andere Nebenbestimmung ihrer Genehmigung zu verlangen ist. Altanlagen müssen innerhalb gewisser Übergangsfristen diese Standards erreichen und dazu gegebenenfalls ihren Schadstoffausstoß reduzieren. Kriterien der TA Luft sind auch zur polizeilichen Bewertung schädlicher Umwelteinflüsse von Anlagen heranzuziehen, die nicht genehmigungsbedürftig sind.
Da in Österreich keine entsprechende Verwaltungsvorschrift existiert, wird in der Regel die TA Luft als Interpretationshilfe von Sachverständigen, Verwaltungsbehörden und Gerichten herangezogen.

## Immissionsanforderungen
Die Immissionsanforderungen der TA Luft dienen dem Schutz von Mensch und Umwelt vor schädlichen Umwelteinwirkungen. Die TA Luft schreibt vor, dass durch die zu genehmigende Anlage die über die Luft eingetragenen Schadstoffe (Immissionen) bestimmte Werte nicht überschreiten dürfen. Immissionsanforderungen bestehen zum Schutz der menschlichen Gesundheit, zum Schutz vor erheblichen Belästigungen oder erheblichen Nachteilen und zum Schutz von Ökosystemen und der Vegetation. Beispiele für Immissionswerte:
- Schwebstaub (PM10): 40 µg/m3 (Jahresmittelwert), 50 µg/m3 (24-Stunden-Mittelwert) (Werte zum Schutz der menschlichen Gesundheit)
- Staubniederschlag: 0,35 g/(m2·d) (Mittelungszeitraum: ein Jahr; Schutz vor erheblichen Nachteilen und Belästigungen)
- Schwefeldioxid: 20 µg/m3 (im Jahr und vom 1. Oktober bis 31. März; Schutz von Ökosystemen und der Vegetation)
- Stickstoffoxide (angegeben als Stickstoffdioxid): 30 µg/m3 (im Jahr; Schutz von Ökosystemen und der Vegetation)
- Fluorwasserstoff und gasförmige anorganische Fluorverbindungen (angegeben als Fluor): 0,4 µg/m3 (im Jahr; Schutz vor erheblichen Nachteilen)

Wenn Immissionswerte in der TA Luft nicht festgelegt sind, ist bei ausreichenden Anhaltspunkten eine Prüfung nötig, ob schädliche Umwelteinwirkungen entstehen können. Es muss untersucht werden, ob und inwieweit die Depositionen im Umfeld einer Anlage bei der derzeitigen oder geplanten Nutzung (z. B. als Kinderspielfläche, Wohngebiet, Park- oder Freizeitanlage, Industrie- oder Gewerbefläche sowie als Ackerboden oder Grünland) zu schädlichen Umwelteinwirkungen führen können. Die Prüfung gilt für die Schädigung von Menschen, Tieren und Pflanzen sowie mögliche Schäden für Lebensmittel oder Tierfutter. Für Ackerböden und Grünland gibt die TA Luft Anhaltspunkte für Depositionswerte zu Arsen, Blei, Cadmium, Quecksilber und Thallium.
Für die Anlagengenehmigung sind die Immissionswerte von Bedeutung, wenn die Möglichkeit besteht, dass durch eine Anlage die festgelegten Werte überschritten werden. In die Betrachtung geht die Vorbelastung im entsprechenden Gebiet ein.

## Emissionsanforderungen
Die TA Luft enthält allgemeine Emissionsanforderungen für bestimmte Luftschadstoffe. Sie dienen der Vorsorge vor schädlichen Umwelteinwirkungen und konkretisieren den Stand der Technik, dessen Einhaltung im Bundes-Immissionsschutzgesetz gefordert wird. Die allgemeinen Anforderungen gelten für alle zu genehmigenden Anlagen, wenn nicht konkrete Regelungen für eine Anlagenart getroffen wurden.
Beispiele für Emissionswerte:
- Gesamtstaub, einschließlich Feinstaub: 20 mg/m3
- Staubförmige anorganische Stoffe, z. B. Schwermetalle: drei Stoffklassen, 0,05 mg/m3, 0,5 mg/m3 bzw. 1 mg/m3
- Gasförmige anorganische Stoffe, z. B. Schwefeloxide, Stickstoffoxide: 0,35 g/m3
- Organische Stoffe: 50 mg/m3, geringere Werte für bestimmte Einzelverbindungen
- Krebserzeugende, erbgutverändernde oder reproduktionstoxische Stoffe sowie schwer abbaubare, leicht anreicherbare und hochtoxische organische Stoffe: drei Stoffklassen, 0,05 mg/m3, 0,5 mg/m3 bzw. 1 mg/m3
- Geruchsintensive Stoffe
- Bodenbelastende Stoffe

Neben den allgemeinen Emissionsanforderungen werden davon abweichende, besondere Anforderungen an bestimmte Anlagenarten benannt:
- Wärmeerzeugung, Bergbau, Energie
- Steine und Erden, Glas, Keramik, Baustoffe
- Stahl, Eisen und sonstige Metalle einschließlich Verarbeitung
- Chemische Erzeugnisse, Arzneimittel, Mineralölraffination und Weiterverarbeitung
- Oberflächenbehandlung mit organischen Stoffen (z. B. Drucken, Lackieren)
- Herstellung von bahnenförmigen Materialien aus Kunststoffen und sonstige Verarbeitung von Harzen und Kunststoffen
- Holz, Zellstoff
- Nahrungs-, Genuss- und Futtermittel sowie landwirtschaftliche Erzeugnisse
- Verwertung und Beseitigung von Abfällen und sonstigen Stoffen
- Lagerung, Be- und Entladung von Stoffen und Zubereitungen

Für Altanlagen gelten nach einer Übergangsfrist in der Regel die gleichen Anforderungen wie für Neuanlagen. Wo eine Nachrüstung von bestimmten Anlagen unverhältnismäßig wäre, sind Ausnahmen möglich.

## Geschichte
Die TA Luft trat 1964 auf Grundlage der Gewerbeordnung (GewO) in Kraft und wurde seitdem mehrmals fortgeschrieben. Als „Allgemeine Verwaltungsvorschriften über genehmigungsbedürftige Anlagen nach § 16 der GewO“ vom 8. September 1964 enthielt sie neben Vorgaben zur Begrenzung von Emissionen weitere technische und verfahrensmäßige Bestimmungen.
Die erste Novelle erfolgte wenige Monate nach dem Inkrafttreten des Bundes-Immissionsschutzgesetzes im Jahr 1974. Im Interesse eines einheitlichen Vollzugs wurde den Verwaltungsbehörden eine bestimmte Auslegung des im Gesetz enthaltenen unbestimmten Rechtsbegriffs Stand der Technik vorgeschrieben. Um die zuständigen Behörden über den jeweiligen Stand der Technik zu unterrichten, wurde dem Bundesinnenminister die Möglichkeit gegeben, DIN-Normen und VDI-Richtlinien, die diesen Stand wiedergeben, zu benennen. Im Vergleich zur Vorgängerversion wurde auch die Anzahl der Anlagenarten bzw. -gruppen, für die besondere Anforderungen galten, von elf auf fast fünfzig erhöht. Weiterhin wird erstmals die Möglichkeit zur Nutzung von Ausbreitungsrechnungen genannt, ohne eine Anleitung zu deren Durchführung zu geben.
Die nächste Novelle der TA Luft erfolgte in zwei Schritten: Die Teile „Anwendungsbereich“ und „Allgemeine Vorschriften“ wurden 1983, die Teile „Begrenzung und Feststellung der Emissionen“ und „Anforderung an Altanlagen“ 1986 im gemeinsamen Ministerialblatt veröffentlicht. In der am 1. März 1986 in Kraft getretenen TA Luft wurde somit erstmals ein Konzept für Altanlagen, die damit im Regelfall innerhalb von acht Jahren an den Stand der Technik heranzuführen waren, geschaffen. Die Novelle zur TA Luft 1986 führte zu einer stärkeren Betonung der Prinzipien Vorsorge und Gefahrenabwehr. Weiterhin stellte sie das Modell AUSTAL 86 zur Verfügung, das die Vorgaben des Anhangs zum Thema Ausbreitungsrechnung umsetzte.
Die TA Luft von 1986 wurde im Jahr 2002 abgelöst. Die TA Luft 2002 führte neben der Anpassung des Emissions- und Immissionsteils an den Stand der Technik und der Erweiterung des Anwendungsbereichs auf nicht genehmigungsbedürftige Anlagen ein weiterentwickeltes Verfahren zur Ausbreitungsrechnung für die Immissionsprognose ein. Analog zur TA Luft von 1986 stellt die TA Luft von 2002 ein Ausbreitungsmodell (AUSTAL 2000) zur Verfügung, das die Vorgaben des Anhangs zum Thema Ausbreitungsrechnung umsetzt.
Die bindende Wirkung der TA Luft für Genehmigungsbehörden konnte aufgehoben werden, wenn der TA-Luft-Ausschuss des Bundesumweltministeriums feststellte, dass sich der Stand der Technik weiterentwickelt hatte. Der Ausschuss, der sich aus Vertretern der Länderbehörden, der Industrie, der Wissenschaft und der Umweltverbände zusammensetzte, sprach dann Empfehlungen an die Genehmigungsbehörden zur Grenzwertfestsetzung aus. Der TA-Luft-Ausschuss wurde im Juli 2014 aufgelöst. Seither wird der Weiterentwicklung des Standes der Technik für einzelne Anlagenarten durch eigene sektorale Verwaltungsvorschriften Rechnung getragen.
Strengere Emissionsanforderungen werden vor allem in den Merkblättern zu besten verfügbaren Techniken dokumentiert (BVT-Merkblätter, BVT-Schlussfolgerungen). Diese werden von der Europäischen Kommission herausgegeben. Die europäischen Mitgliedstaaten müssen dafür sorgen, dass die darin genannten Emissionswerte spätestens vier Jahre nach Veröffentlichung der BVT-Schlussfolgerungen erreicht werden. Dies betrifft jedoch nur einen Teil der in der TA Luft geregelten Anlagen, und zwar diejenigen, deren Überwachung in den EU-Mitgliedstaaten durch die Industrieemissionsrichtlinie geregelt ist.
Nach einem langjährigen Prozess, der auch durch Regierungswechsel unterbrochen wurde, wurde 2021 einer Neufassung der TA Luft beschlossen, die am 1. Dezember 2021 in Kraft trat. Neben der Umsetzung der aktuellen BVT-Schlussfolgerungen und einer allgemeinen Anpassung zum Stand der Technik wurde die TA Luft insbesondere um den Regelungsgehalt anderer Werke ergänzt, so dass auch die Bewertung von Gerüchen und von Ammoniak- bzw. Stickstoffeinwirkungen nunmehr nach der TA Luft vorzunehmen sind.